# Laura Martinel
Laura Alejandra Martinel Acuña (20 de diciembre de 1963) es una deportista argentina que compitió en judo. Ganó una medalla en los Juegos Panamericanos de 1991, y cuatro medallas en el Campeonato Panamericano de Judo entre los años 1982 y 1992.
Participó en los Juegos Olímpicos de Barcelona 1992, donde finalizó séptima en la categoría de –66 kg.

## Palmarés internacional
| Juegos Panamericanos    | Juegos Panamericanos      | Juegos Panamericanos | Juegos Panamericanos |
| Año                     | Lugar                     | Medalla              | Categoría            |
| ----------------------- | ------------------------- | -------------------- | -------------------- |
| 1991                    | La Habana (Cuba)          | Medalla de plata     | –66 kg               |
| Campeonato Panamericano |                           |                      |                      |
| Año                     | Lugar                     | Medalla              | Categoría            |
| 1982                    | Santiago de Chile (Chile) | Medalla de oro       | –72 kg               |
| 1982                    | Santiago de Chile (Chile) | Medalla de bronce    | Abierta              |
| 1988                    | Buenos Aires (Argentina)  | Medalla de bronce    | –66 kg               |
| 1992                    | Hamilton (Canadá)         | Medalla de plata     | –66 kg               |